# Escudo de armas del estado Yaracuy
El Escudo de armas del estado Yaracuy fue diseñado por el Pablo Emilio Ávila y cuya leyenda heráldica la redactó el Br. Trinidad Figueira. El escudo está dividido diagonalmente en 2 cuarteles: en el superior se muestra un manojo de espigas, emblema de la unión y de la abundancia; el rastrillo, la hoz que lo acompañan y los picos señalados a ambos lados de la estrella, representan el trabajo, fuente de toda la prosperidad. En el inferior se observa una fortaleza que representa el Castillo de San Felipe, denominado hoy Libertador, construido con el impulso del cacao, para guardar a Puerto Cabello y a las Bocas del Yaracuy del comercio ilícito en la época de la dominación española.
Significa además la entereza con que la población de los Cerritos de Cocorote sostuvo sus aspiraciones en la lucha secular para alcanzar el título de ciudad, dado en Sevilla, mediante justo proceso por el Rey Felipe V, el 6 de noviembre de 1729, de quien la nueva población edificada por los vecinos de dichos Cerritos de Cocorote tomó el nombre, estableciendo como patrono espiritual de ella a Felipe el Apóstol (San Felipe, actual capital del Estado). 
Las ramas de caña y de cacao que van a los lados, atados por un lazo, que patentiza la soberanía del Estado, dicen de los cultivos principales que le dan la vida propia. La estrella que corona al escudo es el sol de la libertad, que orientó a los varones yaracuyanos que en "triunfos llegaron donde tuvo sus templos el sol".
- Datos: Q5838457